# Robert Uhlmann
Robert Erik Uhlmann (* 14. března 1968 Malmö) je švédský hudební producent a skladatel. Napsal či produkoval hudbu například pro umělce jako Dr. Alban, Jonny Jakobsen, Arash, Basshunter, Samantha Fox, Shaggy, Sean Paul, Smile.dk, Josefine Ridell a mnoho dalších. Pracuje v hudebním vydavatelství Extensive Music.

## Singly
- 1995: Look Twice – Go Away
- 1995: Look Twice – Feel The Night
- 1995: Bushman – No 1 Else
- 1995: Poco Loco – I'm The One
- 1996: Poco Loco – Come Everybody
- 1997: Dr. Alban – Long Time Ago
- 1998: Dr. Bombay – Calcutta (Taxi Taxi Taxi)
- 1998: Dr. Bombay – S.O.S (The Tiger Took My Family)
- 1998: Dr. Bombay – Rice & Curry
- 1998: Dr. Bombay – Indy Dancing
- 1998: Smile.dk – Butterfly
- 1998: Smile.dk – Boys
- 1998: Smile.dk – Mr. Wonderful
- 1999: Smile.dk – Coconut
- 1999: Victoria Silvstedt – Party Line
- 2000: Hanna Hedlund – Anropar försvunnen
- 2000: Prima Donna – Why Haven't I Told You (Dam-da-dam)
- 2002: Ann Winsborn – Be The One
- 2002: Smile.dk – Domo Domo
- 2002: Smile.dk – Golden Sky
- 2004: Karma Club – Lucky Star
- 2004: Günther – Touch Me (feat. Samantha Fox)
- 2004: Aneela & Rebecca – Bombay Dreams (ústřední znělka k Bombay Dreams)
- 2005: Arash – Boro Boro
- 2005: Arash – Tike Tike Kardi
- 2005: Arash – Temptation (feat. Rebecca)
- 2005: Arash – Arash (feat. Helena)
- 2008: Arash – Donya (feat. Shaggy)
- 2008: Arash – Suddenly (feat. Rebecca)
- 2008: Arash – Pure Love (feat. Helena)
- 2008: Basshunter – Now You're Gone
- 2008: Basshunter – All I Ever Wanted
- 2008: Basshunter – Angel in the Night
- 2008: Basshunter – I Miss You
- 2009: AySel a Arash – Always
- 2009: Arash – Kandi (feat. Lumidee)
- 2010: Arash – Broken Angel (feat. Helena)
- 2010: Basshunter – Saturday
- 2010: Die Antwoord – Enter The Ninja
- 2011: Arash – Melody
- 2013: Arash – She Makes Me Go (feat. Sean Paul)
- 2014: Margaret – Wasted
- 2014: Arash – One Day (feat. Helena)
- 2014: Arash – Sex Love Rock N Roll (SLR) (feat. T-Pain)
- 2016: Margaret – Cool Me Down
- 2018: Basshunter – Masterpiece